# L3 Technologies
L3 Technologies, Inc. — американская компания, производившая электронику военного назначения. Её заказчиками были Министерство обороны США, Министерство национальной безопасности, государственные спецслужбы США, NASA, подрядчики аэрокосмических и коммерческих телекоммуникаций и беспроводных клиентов. Штаб-квартира компании находилась в квартале Марри-Хилл, в Нью-Йорке, США. В 2019 году объединилась с Harris Corporation, образовав L3Harris Technologies.

## История
L3 (по первым буквам фамилий основателей Френка Ланца, Роберта Лапента и Lehman Brothers) была образована в 1997 году для приобретения некоторых активов у Lockheed Martin. Эти активы принадлежали Lockheed Corporation и Martin Marietta, которые объединились годом ранее, и их отделение было условием слияния.
L3 продолжала расширяться за счёт поглощений, став одним из десяти ведущих подрядчиков правительства США.

### Приобретения
1997
- Paramax Systems Corporation у Lockheed Martin. Loral приобрела Paramax в 1995 году.

2000
- Training & Simulation компании Raytheon Systems Co., основанная в Арлингтоне (Техас). Эта компания ранее была известна как Hughes Training, Inc., часть Hughes Aircraft Defense Group приобретенная компанией Raytheon у General Motors двумя годами ранее. Подразделение ведет свою родословную от компании, созданной Эдвином Линком (англ.), изобретателем самолёта-тренажера.

2002
- Подразделение PerkinElmer Detection Systems компании PerkinElmer[en], которое стало L-3 Security & Detection Systems[5].
- Raytheon Intelligence and Information Systems, подразделение Raytheon с предприятиями в Greenville, Техас, Waco, Техас, и Lexington, Кентукки. Эти предприятия были изначально частью E-Systems.
- SyColeman Corporation.

2003
- Ship Analytics, Inc[6].

2005
- Titan Corp..
- L-3 Communication Combat Propulsion Systems, ранее принадлежавших General Dynamics Land Systems.
- L3 Technologies MAPPS, ранее подразделение компании CAE по производству систем управления морских судов[7]
- Electron Dynamic Devices Boeing Satellite Systems.

2006
- Advanced System Architectures, компания, базирующейся в Хемпшире, Великобритания.
- Crestview Aerospace, компания, базирующейся на северо-западе Флориды; произволство комплектующих для подрядчиков и OEM в аэрокосмической промышленности.
- Nautronix и MariPro, основанные в Фримантл, Австралии и Санта-Барбара, Калифорния, соответственно, у Nautronix Plc в Абердин, Шотландия. Nautronix и MariPro производят эхолоты и сонары для коммерческого и оборонного рынков.
- TRL Technology, компания в сфере оборонной электроники, основанная в Глостершире, Великобритания[8].

2010
- Insight Technologies, компания, базирующаяся в Лондондерри, Нью-Гемпшир. Insight производила оптику, включая очки ночного видения и лазеров.

## Руководство
Фрэнк Ланца, исполнительный директор и сооснователь, умер 7 июня 2006 года. Главный финансовый директор Майкл Стрианезе был назначен председателем, президентом и главным исполнительным директором компании 23 октября 2006 года.

## Продукция
- L3 ProVision — миллиметроволновые системы досмотра пассажиров в аэропортах
- L3 eXaminer SX, 3DX, and XLB — системы сканирования багажа в аэропортах
- L3 PX, ACX, ProScan — рентгено-телевизионные интроскопы в аэропортах и офисных центрах
- L3 OptEX — уровень трассировки системы обнаружения взрывчатых веществ
- AVCATT[англ.] — мобильные авиационные тренажеры
- Orchid — общее развитие и моделирования окружающей среды
- EOTech[англ.] — оружейный голографический прицел